# Cameralisme
Cameralisme va ser el nom d'un corrent del mercantilisme que va existir principalment a Alemanya durant els segles XVII i xviii. A l'igual del colbertisme que va existir a França en aquestes èpoques, se'l considera per damunt de tot un conjunt de pràctiques o polítiques més que una teoria econòmica pròpiament. Tanmateix, el cameralisme va arribar a constituir una disciplina acadèmica, amb un contingut teòric i ideològic més formal que d'altres versions del mercantilisme.

## Orígens i significat del terme
El terme s'origina en el vocable alemany Kammer (cambra) referint-se a les habitacions en les quals es realitzaven reunions per discutir els assumptes tant comercials com de govern. La paraula es va usar també per referir-se a la sala en la qual es guardava el tresor de l'Estat; l'administrador de les finances reials rebia el títol de «camerarious». Així, «cameralisme» va adquirir una connotació relacionada amb les finances públiques.
A partir de l'anterior, el concepte va arribar a ésser considerat una disciplina. En alemany, encara aquests dies s'usa el terme "Kameralwissenschaft " -literalment: ciència de la cambra o ciències camerals- per referir-se a la «Administració de l'Estat».
Sota aquest nom es van establir estudis en algunes universitats, a Estrasburg, per exemple, tan aviat com el 1500. Conseqüentment, els cameralistes predominaven entre els consellers i alts funcionaris dels principats alemanys durant la Guerra dels Trenta Anys. Posteriorment, Frederic Guillem I de Prússia va instituir el 1721 càtedres de cameralisme en les Universitats d'Halle (Saxònia-Anhalt) i Frankfurt de l'Oder, amb la intenció que s'ensenyessin les pràctiques de la bona administració de l'Estat.
Les pràctiques o aproximacions del cameralisme van ser formalitzades el 1762 per l'austríac Johann Mathias Puechberg. Tanmateix, el catedràtic cameralista més conegut va ser Johann Heinrich Gottlob von Justi. A Itàlia Cesare Beccaria va ser nomenat (1769) a la càtedra de "Ciència Cameral" en el que era, en aquelles dates, la institució d'educació superior per excel·lència a Milà: l'Escola Palatina.
En aquest sentit, el cameralisme va arribar a constituir l'esquema educatiu dels funcionaris públics alemanys, especialment els d'alts graus. Així, el cameralisme és percebut com l'antecessor dels estudis moderns d'administració pública.

## Característiques i evolució del cameralisme
El cameralisme, com disciplina, va començar simplement com una política dedicada a enfortir les finances reials. Des d'aquest punt de vista, l'assumpció era que l'única mesura d'interès de la riquesa d'un país era la quantitat d'impostos que era possible recaptar. Sobre aquesta base es van començar a cercar polítiques que promoguessin les activitats econòmiques dels diferents principats alemanys de l'època i a obstaculitzar les «importacions» -que en aquesta època i a diferència dels imperis anglès, francès o espanyol- no significava importacions des d'altres països, sinó més aviat d'altres regions alemanyes-. Al mateix temps, es van començar a desenvolupar sistemes que permetessin la recaptació efectiva d'impostos i tributs, etc. Durant aquest període, i en comú amb el mercantilisme, la finalitat explícita de les polítiques i pràctiques fiscals era l'enfortiment de l'Estat, que es veia com personificat en la persona del monarca.
Posteriorment, i sota la influència de la Il·lustració aquesta percepció va començar a ser modificada. Encara que el poder dels monarques va arribar a ésser absolut, amb la Il·lustració apareix el concepte del monarca il·lustrat, la funció del qual era, especialment a Alemanya, portar progrés i benestar social i econòmic al seu poble, amb l'assessoria dels seus funcionaris, mitjançant reformes,establint així les bases per a un sistema d'administració l'objectiu de la qual deixa de ser només l'interès del monarca i és complementat per l'anomenada utilitat pública. És en aquest període que el cameralisme es va implementar com disciplina quasi acadèmica, amb estudis formals.
En la mesura en la qual els monarques assumeixen com la seva responsabilitat la direcció econòmica general i la responsabilitat d'assegurar el benestar dels seus subjectes, es veuen obligats a expandir els seus àmbits d'acció, necessiten no només incrementar les capacitats productives, millorar tècniques i adaptar pràctiques de comptabilitat i pressupostàries, sinó també trobar maneres d'implementar una nova, revolucionària, activitat estatal: aquesta encaminada a assegurar la felicitat i prosperitat dels seus habitants fins on fos possible.
D'acord amb diversos escriptors, aquests estudis cameralístics incloïen les àrees de "Cameralisme" -o administració, especialment el que després va ser anomenat Administració pública-, Oeconomie (o Finances) i "'Polizei -definit per Adam Smith com: "policia és la segona divisió general de la jurisprudència. El nom és francès i originàriament deriva del grec politeia, que pròpiament significava l'acció o política de «seguretat pública» pràctica del govern, això és: salubritat, seguretat i economia".-)
Tanmateix, i com ha destacat Schumpeter, en el terreny ideològic els escrits dels cameralistes no són textos acadèmics o també manuals per a homes de negoci pròpiament dits, sinó més aviat escrits d'un funcionari a un altre. En paraules de Guerrero Orozco: «Les ciències camerals tampoc formen part de sistemes filosòfics, no especulen, ni els seus principis són els de la contemplació... Encara no adquireixen l'estatut de disciplines científiques, en el sentit modern del terme; són encara disciplines instrumentals, vehicles d'acció.» I: «tampoc estan prenyades per mer pragmatisme, no són mer art gerencial. Són disciplines acadèmiques susceptibles d'ésser ensenyades pel mig de la càtedra». «Els cameralistes van ser parcialment economistes, en part científics polítics, en] part administradors públics i parcialment advocats. S'aproximaven a les seves àrees d'estudi d'una manera que utilitzava totes aquestes habilitats i competències».
A l'obra de Omar Guerrero, conspicu professor d'Administració Pública en la Universitat Nacional Autònoma de Mèxic, explica el següent: El cameralisme és el moviment polític emprès pels funcionaris públics germànics per conèixer, instrumentar i sostenir l'afirmació de l'Estat absolutista enfront d'altres entitats polítiques. És, així mateix, un moviment intel·lectual organitzat en activitats acadèmiques que culminen en la creació de ciències pràctiques de l'administració, les ciències camerals. Abans d'entrar a l'examen de les ciències camerals, que són l'objecte d'aquesta dissertació, hem d'abundar una mica més sobre el significat del cameralisme. Posarem èmfasi en que el cameralisme és un moviment polític i intel·lectual emprès, desenvolupat i consolidat per administradors públics pràctics, per homes d'Estat formats empíricament que, tanmateix, van prendre consciència de la necessitat d'establir criteris pedagògics per facilitar la continuïtat històrica del cameralisme. Hi som, per tant, davant el fet històric únic d'un encadenament intergeneracional d'administradors de l'Estat absolutista en una escola de pensament establerta, reconeguda, institucionalitzada. El cameralisme és, com bé s'ha dit, la doctrina administrativa per excel·lència de l'Estat absolutista.
D'altra banda, la culminació de l'aproximació del cameralisme es troba en les propostes de Lorenz von Stein, propostes que són considerades al mateix temps com la seva superació -veure Ferraro A i Ajenjo N, op. cit.-. Stein concep explícitament l'Estat com una entitat autònoma general, diferent tant de la persona del monarca individual com de qualsevol altre individu o agrupació particular de ciutadans. Per a von Stein, l'Estat consisteix en dos components centrals que s'han de complementar: la Constitució i l'Administració pública -aquest últim terme en un sentit general. Així, per exemple, la llibertat i benestar que la constitució estableix han de ser implementades també al nivell pràctic pel braç administratiu. El que significa que ha d'haver-hi una «administració social» que permeti als individus exercir aquests drets i gaudir de fet d'aquestes garanties que la constitució promet. «Per a Stein, l'Estat ha de garantir la llibertat de l'individu no solament contra les amenaces d'altres individus o dels propis agents públics, sinó també contra l'arbitrarietat dels desenvolupaments socioeconòmics.»